# Mezja Górna

Mezja Górna wśród prowincji rzymskich w roku 117 n.e.

VI wiek – prowincje Mezja I (Moesia Prima) i Dardania oraz Mezja II (Moesia Secunda)

Mezja Górna (łac. Moesia Superior) – jedna z prowincji Cesarstwa Rzymskiego.
Prowincja utworzona została w 86 przez cesarza Domicjana w drodze podziału istniejącej wcześniej prowincji Mezja na Mezję Górną oraz Mezję Dolną (Moesia Inferior).
Granicę między nowo utworzonymi prowincjami ustalono na rzece Cibricy (łac. Ciabrus).
Objęła terytoria na zachód i południe od Dunaju, stanowiące obecnie w przybliżeniu centralną część Republiki Serbii oraz zachodniej Bułgarii 
(od rejonu Widynia w północno-zachodniej części kraju do Rodopów) oraz nieznaczne tereny w północnej części Republiki Macedonii.

## Główne ośrodki
Początkowo centralnym grodem Mezji Górnej było Naissus (obecnie Nisz). Główne ośrodki:

### na terenie Serbii
Naissus (obecnie Nisz)

 Singidunum (obecnie Belgrad)

 Taurunum (obecnie Zemun w Belgradzie)

 Viminacium (rejon Požarevac)

 Margus (Margum) (rejon Požarevac)

 Remesiana (Romatiana) (obecnie Bela Palanka)

 Iustiniana Prima (rejon współcz. Lebane)
 

### na terenie Bułgarii
Bononia (obecnie Widyń)

 Ratiaria (obecnie Arczar, rejon Dimowa)

 Serdica (obecnie Sofia) 

 Nicopolis ad Nestum (rejon Garmen w obwodzie Błagojewgrad)

 Pautalia (obecnie Kiustendił)

### na terenie Macedonii
Scupi (obecnie Skopje) 

## Wydarzenia
Wraz z administracyjnymi zmianami granic prowincji poszczególne ośrodki zmieniały swoje podporządkowanie.
W drugiej połowie III wieku Mezja Górna została okrojona przez cesarza Aureliana na rzecz utworzonej prowincji (Nowej Dacji – Dacia Aureliana), do której ewakuowano na południe od Dunaju część ludności z Dacji po odwołaniu stamtąd armii rzymskiej (271). Tym samym doszło do powstania prowincji oddzielającej Mezję Górną od Mezji Dolnej. Stolicą nowej prowincji została Serdica (Sofia).
Mezja Górna stała się wówczas prowincją limesową (graniczną), narażoną na ataki z północy i wschodu: po wycofaniu się Rzymian część ziem Dacji (obecnej zachodniej Rumunii) znalazła się pod panowaniem Wizygotów i Gepidów.
W 285 roku na terenie prowincji doszło do rozstrzygnięcia wojny domowej toczonej między cesarzem Karynusem a wojskami Dioklecjana. W bitwie pod Margum Karynus poległ, co otworzyło Dioklecjanowi drogę do władzy nad całością Cesarstwa.
Ok. 293 roku w ramach reform Dioklecjana Mezja Górna uległa kolejnemu podziałowi na Mezję I (Moesia Prima) oraz Dardanię. 
Podziałowi uległa wtedy także Dacia Aureliana – wydzielono z niej naddunajską prowincję Dacia Ripensis (Dacja Nabrzeżna) ze stolicą w Ratiarii oraz prowincję Dacia Mediterranea ze stolicą w Sofii.
Prowincje znalazły się w granicach diecezji Mezja, utworzonej w ramach prefektury Ilirii (Praefectrura praetorio Illyrici).

## Pod panowaniem Bizancjum
Po podziale Cesarstwa Rzymskiego w 395 roku Mezja Prima znalazła się na pograniczu Cesarstwa wschodniorzymskiego. W późniejszych wiekach tereny wielokrotnie wychodziły spod panowania Bizancjum, zmieniając przynależność państwową bądź będąc zdobywanym i łupionym, m.in. przez Hunów, Sarmatów, Gepidów i Ostrogotów.
W 510 Cesarstwo Bizantyńskie odzyskało dostęp do Dunaju w rejonie Viminacium i Singidunum, gdzie cesarz Justynian I Wielki doprowadził do odbudowy fortyfikacji. Ziemie utracone przejściowo na rzecz Awarów w 584 roku. Następnie twierdze mezyjskie były wykorzystywane przez cesarza Maurycjusza; ziemie na zachód od rzeki Margus zostały utracone ostatecznie na początku VII wieku – na rzecz Awarów, a następnie Słowian.